# Art on the Underground

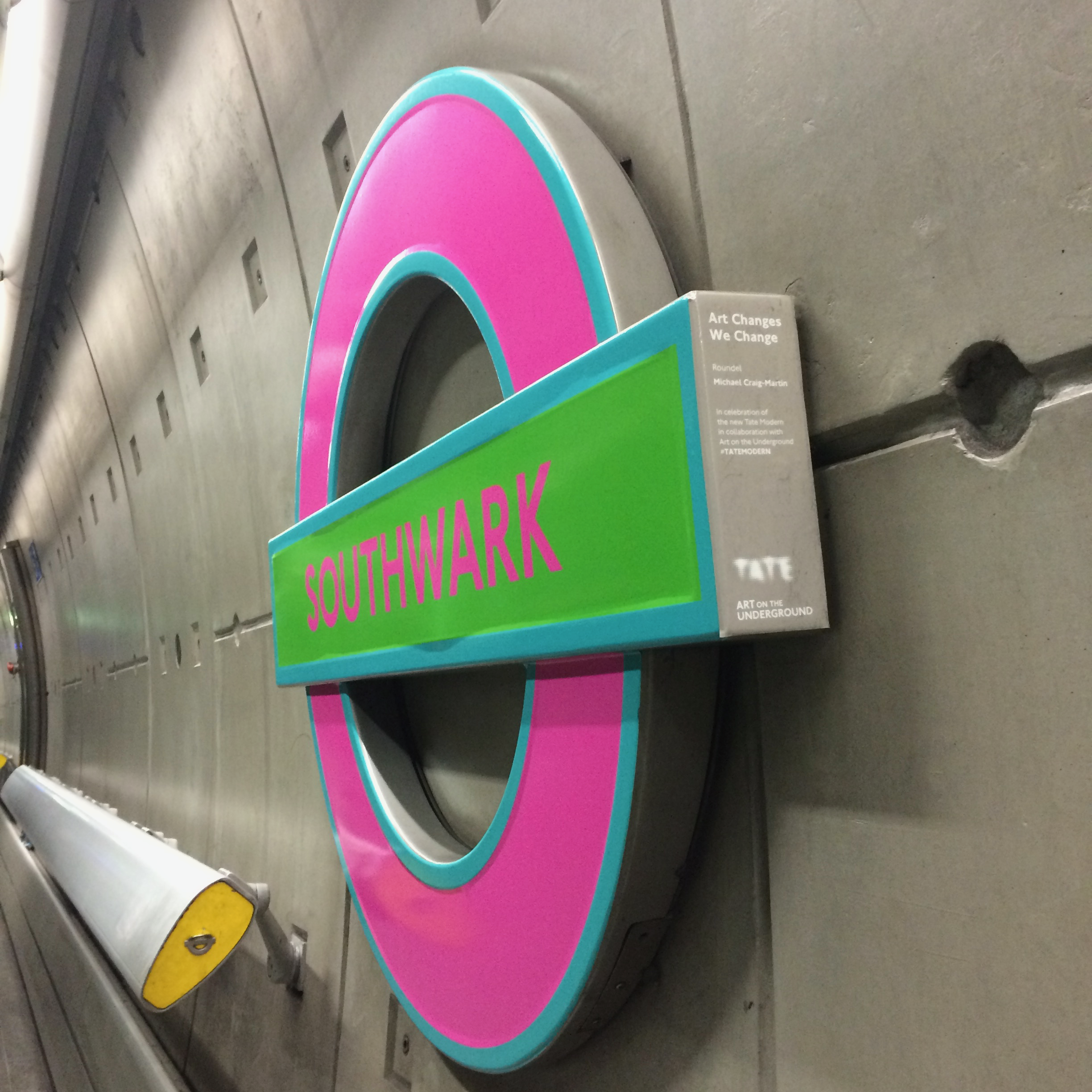
Conception de cocarde par Michael Craig-Martin à la station de métro Southwark

Art on the Underground, anciennement appelé Platform for Art, est le programme d'art public contemporain de Transport for London (TfL). Il permet la commande d'œuvres d'art permanentes et temporaires pour le métro de Londres, ainsi que de commissionner des artistes pour créer des couvertures pour le plan du métro en format poche, l'une des plus grandes commandes d'art public du Royaume-Uni.

## Histoire
À partir de la fin des années 1900, Frank Pick, directeur général du métro de Londres, commence à demander à des artistes et designers de premier plan de travailler sur des campagnes d'affichage pour ce réseau urbain en pleine expansion,. Pick dirige également le développement de l'identité d'entreprise du métro de Londres, établissant une marque très reconnaissable avec notamment la cocarde du métro, la police d'écriture Johnston et la carte du métro conçue par Harry Beck,.
Après la direction de Franck Pick, TfL continue de faire appel à des artistes pour la conception d'affiches publicitaires ou des œuvres d'art pour les stations. Cependant, ce travail est ponctuel et généralement basé sur des projets. Par exemple, des œuvres d'art en carrelage sont installées dans les retraits des sièges de toutes les gares dans le cadre de la construction de la ligne Victoria dans les années 1960. C'est aussi le cas pour la création de la couronne imbriquée dans une croix à la gare de King's Cross St Pancras, de la tonne de briques à Brixton et le Cheval Noir à la gare de Blackhorse Road.
À la fin des années 1980, le métro de Londres commence à passer des commandes auprès d'artistes dans le cadre d'un programme visant à remplir les espaces publicitaires invendus par des œuvres d'art. À cette époque, la série l'Art on the Underground se concentre généralement sur des endroits accessibles par métro. Des affiches sont également disponibles à l'achat au London Transport Museum, générant des revenus supplémentaires.
En 2000, Platform for Art est lancé, en tant que programme artistique dédié au métro de Londres. Au départ, l'accent est mis sur la commande d'œuvres d'art temporaires sur le quai désaffecté de la gare de Gloucester Road. Depuis 2004, des artistes sont chargés de créer des couvertures (en) pour le plan de poche de la carte du métro.
En 2007, Platform for Art est renommé Art on the Underground, dans le but d'étendre le programme artistique à d'autres sites temporaires, ainsi que la commande d'œuvres d'art permanentes. Le programme et les œuvres d'art créées sont acclamés par la critique. Le projet remporte un prix culturel décerné par l'Association internationale des transports publics en 2009.

## Le programme

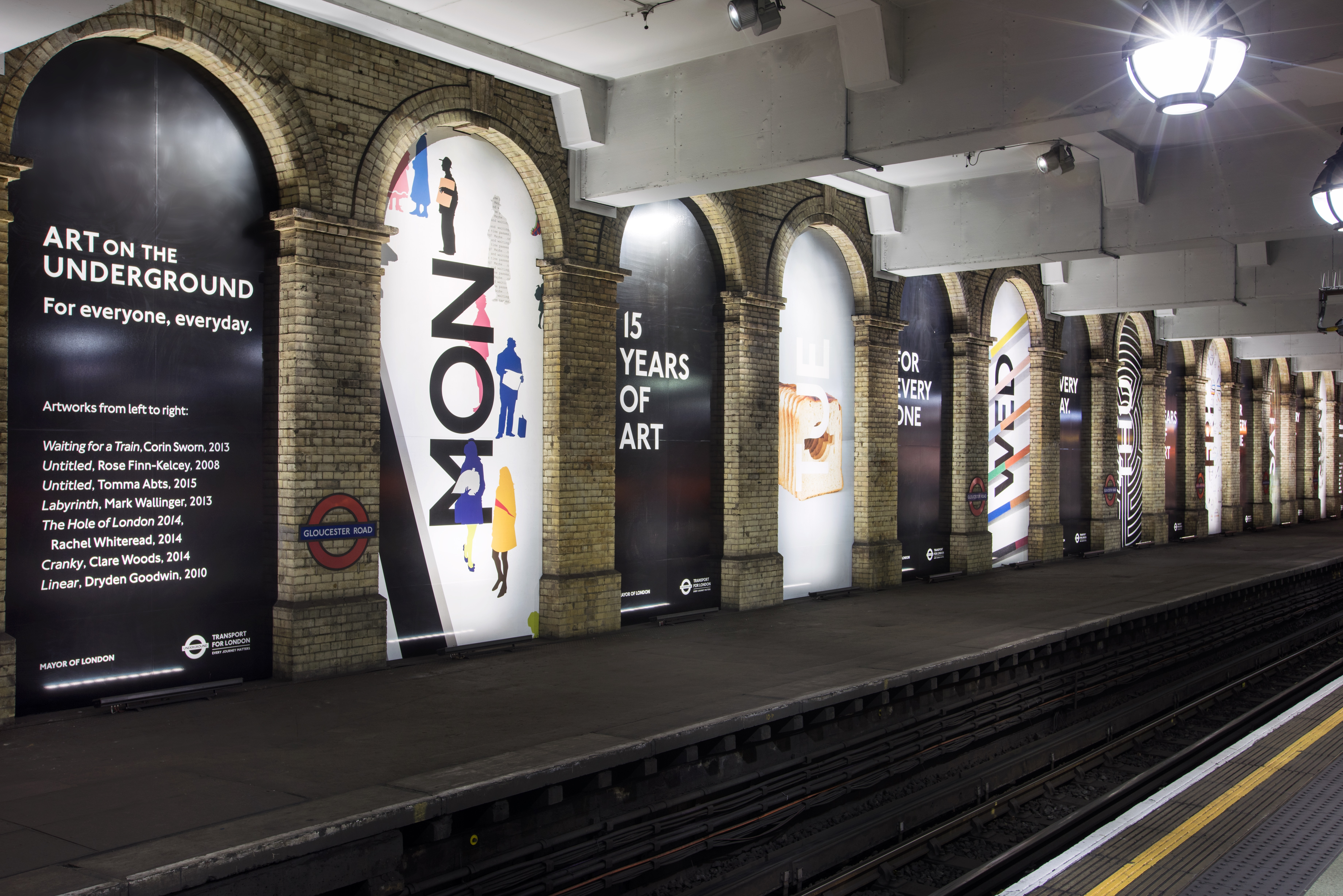
Peintures murales célébrant les différentes œuvres d'art commandées sur le quai désaffecté de la gare de Gloucester Road

Art on the Underground commande un large éventail d'œuvres d'art temporaires et permanentes, en collaboration avec un large éventail d'artistes britanniques et internationaux ainsi qu'avec la communauté locale, les usagers des transports urbains et le personnel de la compagnie TfL.
Les œuvres d'art proposées sont examinées par un conseil consultatif composé du personnel de TfL et de la Greater London Authority, ainsi que d'experts en art. Le programme est financé par Transport for London, bien que d'autres sources de financement telles que le conseil des arts britannique (en) et le mécénat d'entreprises soient utilisées pour certaines commandes,.

### Œuvres d'art temporaires
Depuis 2000, tout un quai désaffecté de la gare de Gloucester Road sert de toile de fond à des expositions temporaires comprenant des sculptures, des peintures murales ou des photographies. La première pièce commandée pour Gloucester Road était une sculpture d'éléphant de Kendra Haste (en), qui est désormais exposée en permanence à la station de métro Waterloo,. Parmi les artistes exposés à Gloucester Road figurent David Shrigley, Chiho Aoshima et Brian Griffiths (artiste) (en). En 2018, l'artiste britannique Heather Phillipson rempli la plate-forme de 80 m de sculptures d'œufs et d'écrans vidéo dans une installation intitulée my name is lettie eggsyrub, qui est acclamée par la critique,.
Depuis 2018, l'entrée de la gare de Brixton, connue sous le nom de Brixton Header Wall, est le lieu de peintures murales temporaires, faisant suite à l'héritage des peinture murale de Britxon (en) dans les années 1980. Parmi les artistes ayant participé figurent Njideka Akunyili Crosby, Aliza Nisenbaum (en), Denzil Forrester (en) et Joy Labinjo (en),,,.

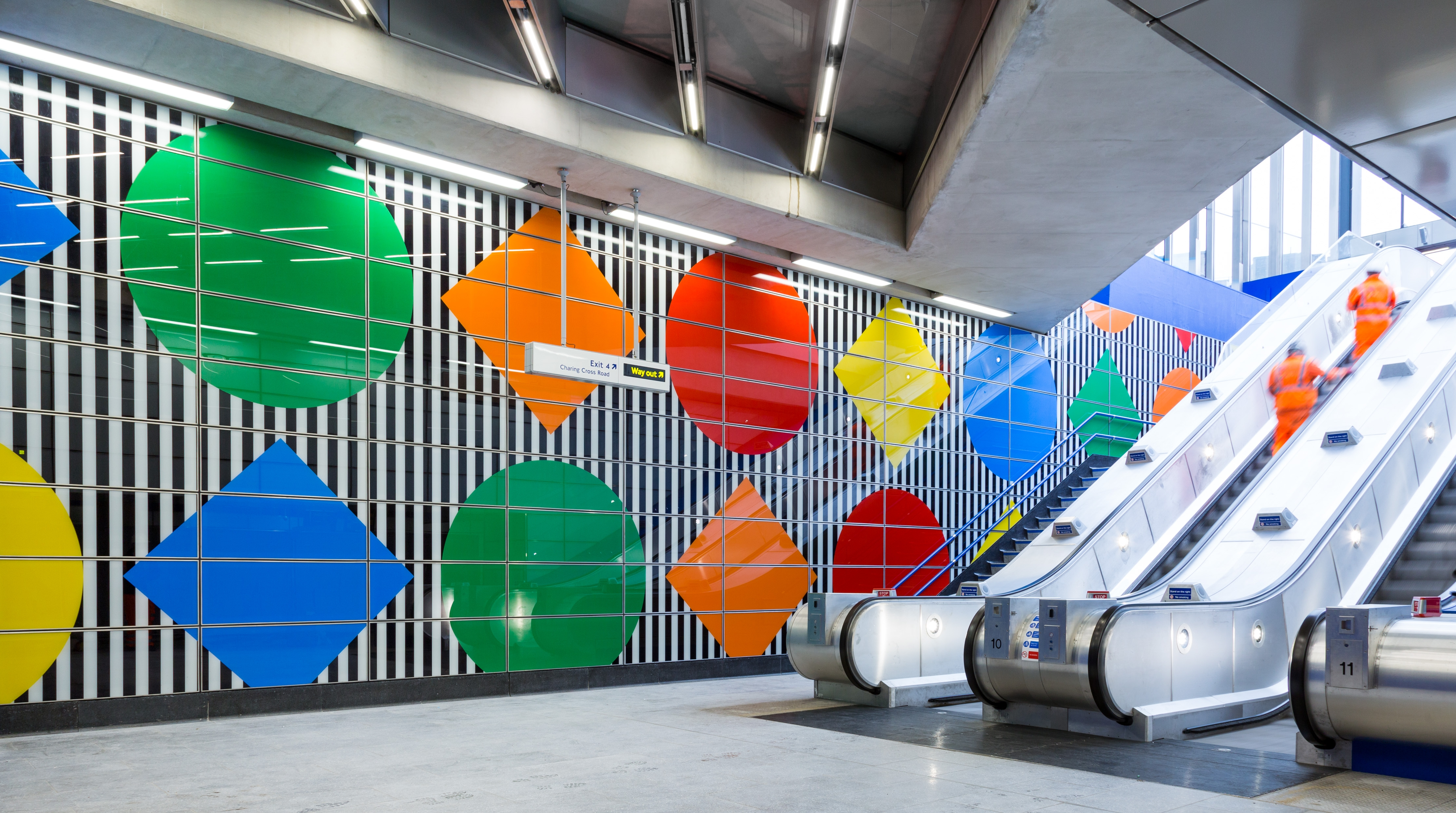
Œuvres permanentes Diamonds and Circle, in situ de Daniel Buren à la gare de Tottenham Court Road

D'autres œuvres temporaires dans les stations incluent la remodelage de la cocarde emblématique du tube aux couleurs panafricaines par Larry Achiampong (en) à la station Westminster, un écran temporaire à la station Canary Wharf montrant des vidéos et des films et The Bower Of Bliss de Linder – un panneau d'affichage de 85 mètres de long à l'extérieur de la gare de Southwark. D'autres œuvres temporaires sont localisées à travers le réseau, comme l'œuvre de Laure Prouvost en 2019 qui a infiltré les sites d'affichage publicitaire dans les 270 gares, ou la campagne #LondonIsOpen au au lendemain du référendum sur l'adhésion de UE en 2016 (en).
Art on the Underground commande également des œuvres d'art temporaires dédiée à une ligne de métro. La commande la plus récente, Underline – Art & Music for the Victoria Line, s'est concentrée sur la ligne Victoria entre 2015 et 2016 et met en vedette des artistes et musiciens tels que Giles Round, Matt Rogers, Liam Gillick et Assemble (collective) (en),,. Les projets temporaires précédents à l'échelle de la ligne incluent Thin Cities sur la ligne Piccadilly, One Thing Leads to Another – Everything is Connected sur la ligne Jubilee et la Central Line Series sur la ligne Central.
En août 2023, le programme lance une série de commandes sonores dans le cadre d'un nouveau volet d'engagement communautaire collaboratif. La première œuvre, de l'artiste multidisciplinaire Shenece Oretha, Route Words: Where are our voices aloud ?, centré sur la plus ancienne librairie et éditeur noir du Royaume-Uni, New Beacon Books (en) à Finsbury Park, et partagé via une campagne d'affichage sur le réseau Tube avec un code QR permettant aux clients d'écouter l'audio pendant leurs voyages,,. Présentant des extraits des textes d'Erna Brodber, Lorna Goodison, John La Rose (en), Kamau Brathwaite et Dennis Mitchell, écrivains publiés par New Beacon, la pièce sonore démontre la force collective de la parole et de la voix, « mettant en valeur une écriture qui parle de l'importance de l'espace. et la langue, à un éventail de communautés, à leurs histoires et à leur avenir collectif ».

### Œuvres d'art permanentes

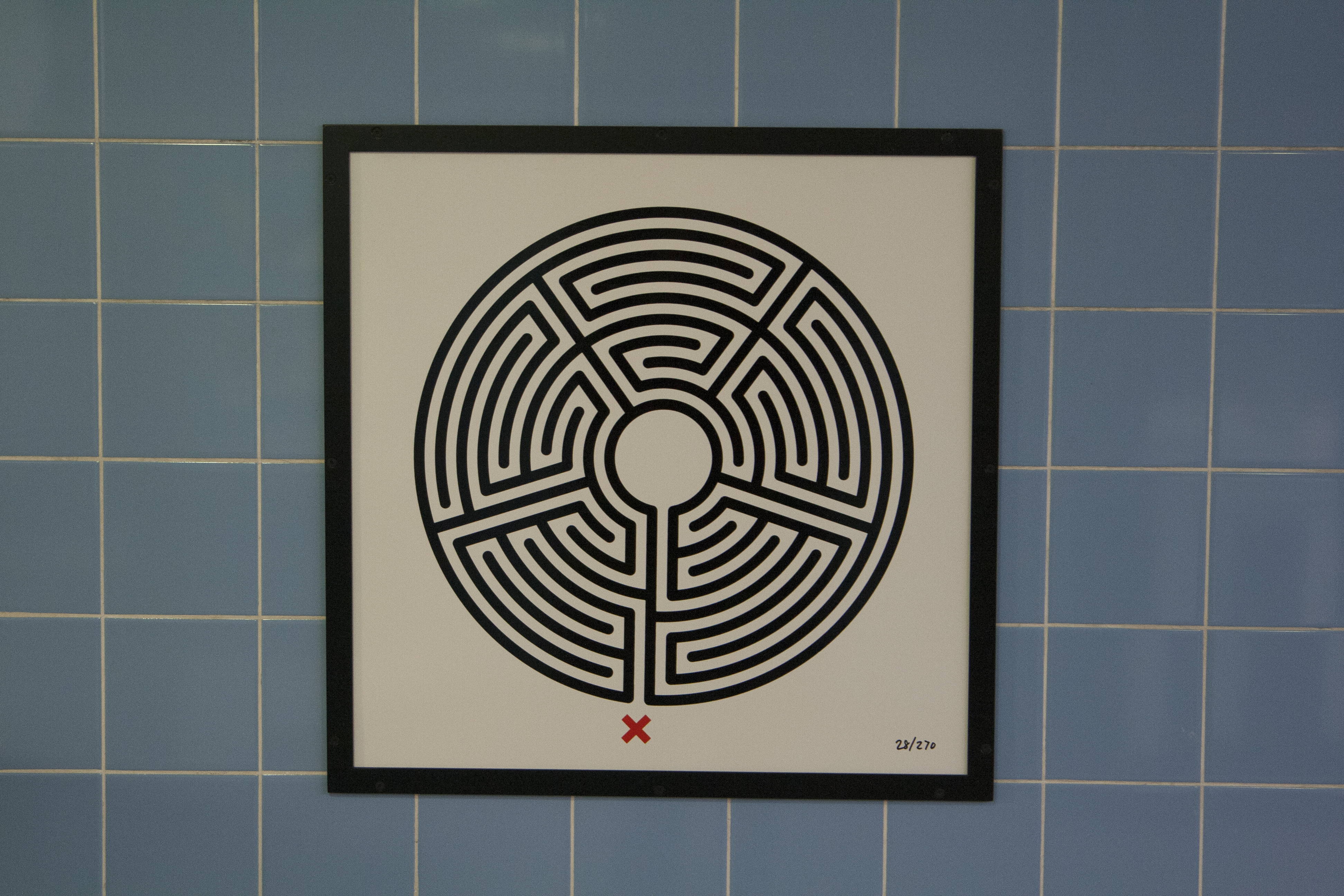
Labyrinth 28 de Mark Wallinger

Art on the Underground commande également de nouvelles œuvres d'art permanentes pour le métro de Londres, généralement dans le cadre de l'expansion ou de la modernisation majeure d'une station. La première œuvre d'art permanente depuis les années 1980 est commandée en 2007, dans le cadre du réaménagement de King's Cross St Pancras,.
D'autres pièces permanentes récentes incluent les œuvres permanentes Diamond and Circle, in situ, une vaste œuvre d'art à Tottenham Court Road de l'artiste conceptuel français Daniel Buren,, Beauty < Immortality, un mémorial à Frank Pick de Langlands & Bell (en) à Piccadilly Circus , et Pleasure's Inaccuracies de Lucy McKenzie à Sudbury Town. Art on the Underground fait également la promotion d'œuvres d'art historiques situées dans le métro, telles que les mosaïques des années 1980 d'Eduardo Paolozzi à Tottenham Court Road.
En 2013, l'artiste Mark Wallinger, lauréat du prix Turner, est chargé de commémorer le 150e anniversaire du métro de Londres. La création qui en résulte, Labyrinth, est une œuvre d'art présentée dans les 270 stations de métro,.
Dans le cadre du prolongement de la ligne nord jusqu'à Battersea (en), une œuvre d'art permanente est commandée à la centrale électrique de Battersea à l'artiste Alexandre da Cunha (en),.

### Couvertures de plans de métro
Le programme commande à des artistes la nouvelle couverture de carte du métro (en) pour le plan de poche du métro de Londres,. Ces cartes gratuites constituent l'une des plus grandes commandes d'art public du Royaume-Uni, avec des millions d'exemplaires imprimés. Depuis 2004, plus de 35 créations différentes sont réalisées par une grande variété d'artistes britanniques et internationaux tels que Rachel Whiteread, Yayoi Kusama, Tracey Emin et Daniel Buren.

### Cartes communautaires
Une carte des emplacements des œuvres d'art de l'art dans le métro est publiée en 2016 sous le nom d'Art Map. Le projet génère également des cartes au sein des communautés locales, comme une carte murale de Brixton en 2018, et la carte botanique de Brixton en 2022,. Ceux-ci sont disponibles gratuitement dans les stations de métro et publiés au format PDF à télécharger en ligne.

## Voir également
- Art public dans les transports

- Métro londonien
- Poèmes dans le métro
- MTA Arts & Design (en), le programme d'art public du métro de New York

## Publications
- (en) One Thing Leads to Another Everything is Connected: Art on the Underground, Londres, Black Dog Press, 2013, 88 p. (ISBN 1907317899)[59]
- (en) Central Line Series: Art on the Underground, Londres, Black Dog Press, 2013, 88 p. (ISBN 1907317902)[59]

## Lectures complémentaires
- Alex Coles et Tamsin Dillon, Platform for Art, Art on the Underground, London, Black Dog Publishing, 2007 (ISBN 978-1-906155-06-3, OCLC 153560422)